# Hendrik Weydandt
Hendrik Weydandt, né le 16 juillet 1995 à Gehrden, est un footballeur allemand qui évolue au poste d'attaquant.

## Biographie
Il fait ses débuts en Bundesliga le 25 août 2018, face au Werder de Brême, inscrivant un but à cette occasion (score : 1-1).